# Фарго (3. сезона)
Трећа сезона антологијске црно-хумористичке–криминалистичко-драмске телевизијске серије Фарго, премијерно је емитована 19. априла 2017. године на FX-у. Сезона се састоји од десет епизода и завршила је с емитовањем 21. јуна 2017. године. Као антологија, свака сезона серије Фарго поседује своју самосталну причу, пратећи различит скуп ликова у различитим окружењима, иако у повезаном заједничком универзуму.
Трећа сезона примарно је смештена измљђу 2010. и 2011. године у три града у Минесоти: Сент Клауду, Иден Валију и Иден Прерију, и прва је сезона која не садржи насловни Фарго. Прати животе пара, Реја Стасија (Јуан Макгрегор) и Ники Сванго (Мери Елизабет Винстед), који се, након што су неуспешно покушали опљачкати Рејевог брата, Емита (ког такође игра Макгрегор), уплете у случај двоструког убиства. Једна од жртава је старац са мистериозном прошлошћу чија је поћерка, Глориа Бергл (Кари Кун), полицајка. У међувремену, Емит покушава да прекине везе са сумњивом организацијом од које је позајмио новац годину дана раније, али предузеће коју заступа В. М. Варга (Дејвид Тјулис) има друге планове.
У споредним улогама појављују се Мајкл Сталбарг, Хамиш Линклатер, Оливија Сандовал, Шеј Вигам, Марк Форвард, Мери Макдонел и Скот Макнејри. У гостујућим улогама појављују се Силвестер Грот, Реј Вајз, Фред Меламед, Франсес Фишер, Доналд Џозеф Кволс и Роб Макелхени.
Сезона је емитована од 16. октобра до 18. децембра 2017. године на AMC-ју у Србији. Касније се репризирала на РТС 1 и HBO Go-у.

## Улоге

### Главне
- Јуан Макгрегор као браћа Емит и Рејмонд „Реј” Стаси. Емит је богат, срећно ожењен човек и самопроглашени „Краљ Паркиралишта Минесоте”. Млађи брат, Реј, финансијски је нескрпљен службеник за условни отпуст који се осећа издано од стране Емита због начина на који је очево наслеђе подељено, када је Реј добио очев Corvette, а Емит вредну колекцију марака. Макрегор је позајмио глас Капетану, научном пратиоцу андроида Минскија.[7]
- Кари Кун као Глорија Бергл, посвећена полицајајка и шеф полиције у Иден Валију док округ не апсорбује одељење. Она покушава да реши убиство свог очуха.
- Мери Елизабет Винстед као Ники Сванго, лукава и привлачна млада жена са страшћу према такмичарском бриџу. Недавно је условно отпуштена и Рејева вереница.
- Горан Богдан као Јури Гурка, Украјинац који ради за В. М. Варгу.
- Дејвид Тјулис као В. М. Варга, бескрупулозни британски бизнисмен са којим се Емит невољно нађе у партнерству.

### Споредне
- Мајкл Сталбарг као Сај Фелц, Емитов лојалан и посвећен пословни партнер.
- Шеј Вигам као шеф Мо Дамик, шериф округа Микер, који постаје Глоријин шеф када полиција Иден Валија апсорбује округ.
- Скот Макнејри као Морис Лефеј, наркоман и још један Рејев условни отпуштеник.
- Енди Ју као Мимо, један од Варгиних послушника.
- Марк Форвард као Дони Мешман, Глоријин партнер.
- Грејам Вершер као Нејтан Бергл, Глоријин син.
- Оливија Сандовал као Вини Лопез, полицајка Сент Клауда
- Расел Харвард г. Кључ, глуви убица који помаже Ники. Харвард понавља улогу из прве сезоне.
- Мери Макдонел као Руби Голдфарб, богата удовица која покушава да откупи Stussy Lots.
- Хамиш Линклатер као Лару Долард, агент пореске управе који истражује Stussy Lots.
- Скот Хајландс као Енис Стаси, Глоријин очух, кога је Лафеј побркао са Емитом.
- Линда Кеш као Стела Стаси, Емитова супруга.
- Кејтлин Медрек као Грејс Стаси, Емитова ћерка

### Гостујуће
- Силвестер Грот као пуковник Хорст Лагерфелд
- Фабијан Буш као Јакоб Андерлајдер
- Томас Ман као Тадијус Мобли
- Фред Меламед као Хауард Зимерман
- Роџер Бартон као старији Хауард Зимерман
- Роб Макелхени као полицајац Оскар Хант
- Франческа Иствуд као Вивијан Лорд
- Франсес Фишер као старија Вивијан Лорд
- Николај Николаеф као дилер дроге
- Реј Вајз као Пол Марејн
- Доналд Џозеф Кволс као голем

Били Боб Торнтон, који се појављује као Лорн Малво у првој сезони, наратор је Пеће и вука четврте епизоде, „Проблем уског бекства”.

## Епизоде
| Бр. еп. (укупно) | Бр. еп. (у сезони) | Наслов                    | Редитељ       | Сценариста                         | Премијера       | Прод. код | Гледаност у САД (милиони) |
| --- | ------------------ | ------------------------- | ------------- | ---------------------------------- | --------------- | --------- | ------------------------- |
| 21 | 1                  | Закон о слободним местима | Ноа Холи      | Ноа Холи                           | 19. април 2017. |           | 1,42                      |
| Ситничаво ривалство између два брата ескалира и ствара хаос у малој заједници у Минесоти.                                    |                    |                           |               |                                    |                 |           |                           |
| 22 | 2                  | Начело ограниченог избора | Мајкл Апендал | Ноа Холи                           | 26. април 2017. |           | 1,06                      |
| Глорија се суочава са последицама злочина, Варга креће у акцију, а Реј и Ники прелазе на план Б.                             |                    |                           |               |                                    |                 |           |                           |
| 23 | 3                  | Закон неконтрадикције     | Џон Камерон   | Мет Волперт и Бен Надиви           | 3. мај 2017.    |           | 1,17                      |
| Глорија истражује прошлост свог очуха у покушају да пронађе неке одговоре.                                                   |                    |                           |               |                                    |                 |           |                           |
| 24 | 4                  | Проблем уског бекства     | Мајкл Апендал | Моника Белецки                     | 10. мај 2017.   |           | 1,05                      |
| Емит и Сај покушавају да схвате у шта су се увалили, Ники и Реј траже рођака, а Глорија сазнаје нове информације о Морису.   |                    |                           |               |                                    |                 |           |                           |
| 25 | 5                  | Кућа посебне намене       | Дирбла Волш   | Боб Делорентис                     | 17. мај 2017.   |           | 0,98                      |
| Емит трпи последице Никијеве и Рејове одмазде. У међувремену, Глорија и Вини почињу да изводе закључке.                      |                    |                           |               |                                    |                 |           |                           |
| 26 | 6                  | Господ без милости        | Дирбла Волш   | Ноа Холи                           | 24. мај 2017.   |           | 1,04                      |
| Глорија и Вини су све ближи истини, Емит покуша да исправи ствари, Ники и Реј се спремају за освету, а Варга чисти неред.    |                    |                           |               |                                    |                 |           |                           |
| 27 | 7                  | Закон неизбежности        | Мајк баркер   | Ноа Холи, Мет Волперт и Бен Недиви | 31. мај 2017.   |           | 1,03                      |
| Глорија покушава да заобиђе систем, Ники се нађе на познатом месту, Варга смишља алтернативни план, а Емит излази на вечеру. |                    |                           |               |                                    |                 |           |                           |
| 28 | 8                  | Ко влада земљом порицања? | Мајк Баркер   | Ноа Холи и Моника Белецки          | 7. јун 2017.    |           | 1,14                      |
| Ники се бори за живот, Емит је препаднут, а Сај се придружује Варги на чају.                                                 |                    |                           |               |                                    |                 |           |                           |
| 29 | 9                  | Апорија                   | Кит Гордон    | Ноа Холи и Боб Делорентис          | 14. јун 2017.   |           | 1,19                      |
| Емит разговара са Глоријом, док Ники покушава да склопи договор.                                                             |                    |                           |               |                                    |                 |           |                           |
| 30 | 10                 | Некога волети             | Кит Гордон    | Ноа Холи                           | 21. јун 2017.   |           | 1,22                      |
| Глорија прати траг новца, Ники игра игру, а Варга учи Емита како се напредује.                                               |                    |                           |               |                                    |                 |           |                           |